# أبو جعفر السمناني
أبو جعفر السِّمٌنَاني (361 - 444 هـ / 972 - 1052 م) هو قاض حنفي.
هو أبو جعفر محمد بن أحمد بن محمد السمناني. أصله من سمنان العراق، نشأ ببغداد، ولي القضاء بحلب، وقيل أنه ولي أيضاً القضاء بالموصل وبها وفاته. كان أحد المتكلمين على طريقة الشيخ أبي الحسن الأشعري، وشنع عليه ابن حزم. له تصانيف في الفقه، ذكر بروكلمان أن احداها قد تكون «مسائل الجنايات في الخلاف بين الإمامين».